# غريغ ساج
غريغ ساج (بالإنجليزية: Greg Sage)‏ هو كاتب أغاني وعازف قيثارة أمريكي، ولد في 21 سبتمبر 1952 في الولايات المتحدة.

## وصلات خارجية
- غريغ ساج على موقع ميوزك برينز (الإنجليزية)
- غريغ ساج على موقع أول ميوزيك (الإنجليزية)
- غريغ ساج على موقع ديسكوغز (الإنجليزية)